# Petrus de Crescentiis

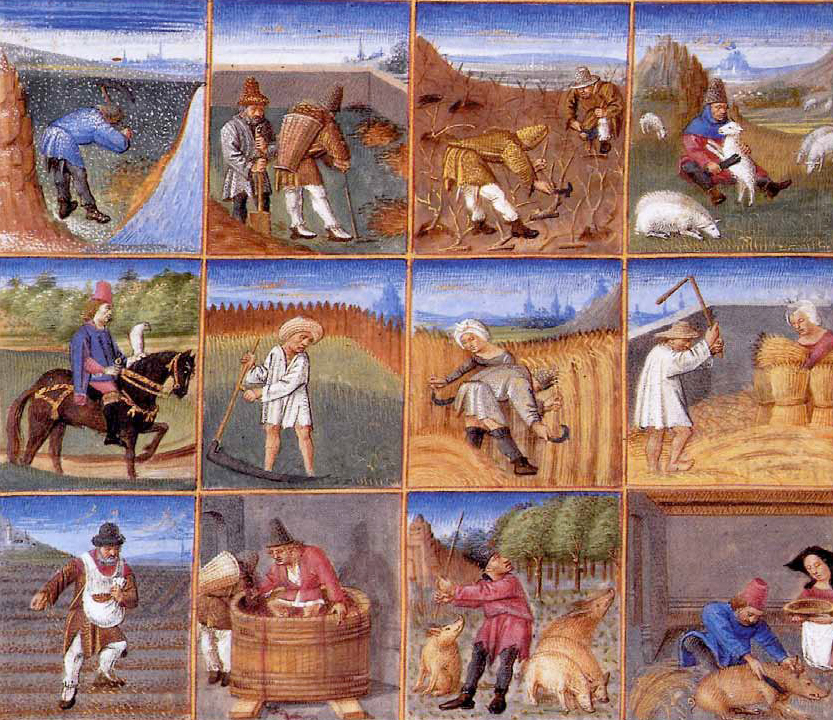
Jahreszeitenkalender nach einer Handschrift von de Crescentiis im Museum Condé, Chantilly

Petrus de Crescentiis (italienisch Pietro de Cresanzi oder Pier de’ Crescenzi; * 1230/1233; † 1320/1321 in Bologna) war ein italienischer Naturwissenschaftler und Jurist sowie Verfasser von Schriften zur Landwirtschaft und zur Botanik.

## Leben und Wirken
Petrus de Crescentiis entstammte einer angesehenen Familie in Bologna. Er studierte Logik, Naturwissenschaften, Medizin und Recht an der Universität Bologna. Nach seinem Studium war er für mehrere Städte in Norditalien als Jurist tätig. Er zog sich 1299 auf sein Landgut zurück, um sich literarischen Studien zur Landwirtschaft und Botanik zu widmen. Sein Hauptwerk Ruralia commoda (französisch Livre des Prouffits Ruraux) verfasste er bis etwa 1305. Das Werk behandelt hauptsächlich Landwirtschaft und Pflanzenkunde. Es war das erste nachrömische Werk über Agrikultur und wurde in der zweiten Hälfte des 15. Jahrhunderts erstmals ins Deutsche übersetzt, erschien 1471 erstmals in Augsburg. Ab 1493 erschien es in einer jüngeren Übersetzung, der bis 1531 vier Nachdrucke folgten. Es ist der einzige bekannte, deutschsprachige Traktat des Mittelalters, der die Verwendung der Saufeder erklärt.

## Ehrentaxon
Carl von Linné benannte ihm zu Ehren die Gattung Crescentia der Pflanzenfamilie der Trompetenbaumgewächse (Bignoniaceae).

## Textausgaben und Übersetzungen
- Ruralium commodorum libri duodecima. Schüssler, Augsburg 1471.
- De agricultura. Rossi, Venedig 1511.
- De agricultura. Allesandro Bindoni. Venedig 1519. Digitalisat. (beic.it).
- De agricultura. Henricpetri, Basel 1538
- Vom Ackerbaw, Erdtwůcher, und Bawleüten. Von natur, art, gebrauch und nutzbarkeit aller gewechsz, Früchten, Thyeren, sampt allem dem so dem Menschen dyenstlich in speysz vnd Artzeneyung [...] XII Bücher. Straßburg (Hans Knoblouch d. J.) 1531 (Digitalisat).
- Will Richter (Hrsg.): Petrus de Crescentiis (Pier de’ Crescenzi): Ruralia commoda. Das Wissen des vollkommenen Landwirts um 1300. 4 Teile. Winter, Heidelberg 1995–2002, ISBN 978-3-8253-0447-8.
- Benedikt Konrad Vollmann (Hrsg.): Petrus de Crescentiis: Erfolgreiche Landwirtschaft. Ein mittelalterliches Lehrbuch (= Bibliothek der Mittellateinischen Literatur, Bände 3 und 4). 2 Halbbände. Hiersemann, Stuttgart 2007–2008, ISBN 978-3-7772-0712-4
- Kurt Lindner (Hrsg.): Das Jagdbuch des Petrus de Crescentiis in deutschen Übersetzungen des 14. und 15. Jahrhunderts (= Quellen und Studien zur Geschichte der Jagd, Band 4). De Gruyter, Berlin 1957